# 1709
1709 (MDCCIX) a fost un an obișnuit al calendarului gregorian, care a început într-o zi de luni.

## Evenimente
- 27 iunie: Bătălia de la Poltava. Victorie decisivă a Rusiei asupra Suediei în Al doilea Război Nordic. Bătălia a avut loc lângă Poltava (Ucraina). S-au confruntat armatele ruse conduse de către țarul Rusiei, Petru cel Mare și Carol al XII-lea al Suediei. Înfrângerea Suediei a pus capăt statutului său de mare putere și a marcat începutul supremației ruse în Europa de Est.
- 6 noiembrie/17 noiembrie: Prima domnie în Moldova a lui Nicolae Mavrocordat, caracterizată prin reorganizarea și buna funcționare a sistemului fiscal.
- 23 decembrie: Moare la Constantinopol Alexandru Mavrocordat Exaporitul (1641-1709), reprezentant de seamă al culturii si aristocrației elene de la cumpăna veacurilor 17 și 18, “pre carele nu-l vor uita curînd veacurile viitoare” după cum scria cronicarul Nicolae Costin. Fiii săi Nicolae și Ioan au fost domni în Țările Române.

## Nașteri
- 11 decembrie: Louise Elisabeth de Orléans, soția regelui Ludovic I al Spaniei (d. 1742)
- 29 decembrie: Împărăteasa Elisabeta a Rusiei (d. 1762)

### Nedatate
- István Ágh, scriitor ecleziastic unitarian, autor de manuale școlare maghiar, episcop unitarian (d. 1786)
- Petru Pavel Aaron (n. Petru Aron), cleric și cărturar român (d. 1764)

## Decese
- 9 februarie: François Louis, Prinț de Conti (n. François Louis de Bourbon), 44 ani, general francez (n. 1664)
- 24 august: Elisabeta Dorothea de Saxa-Gotha-Altenburg, 69 ani (n. 1640)
- 23 decembrie: Alexandru Mavrocordat Exaporitul, 68 ani, politician grec (n. 1641)